# Раскол Русской церкви

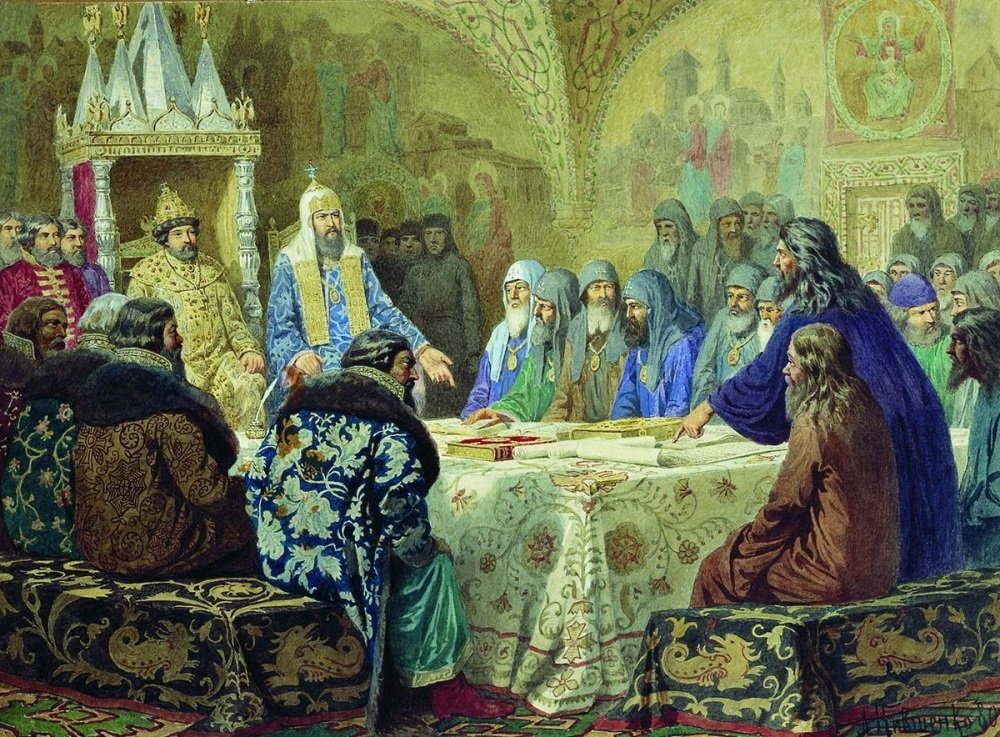
Церковный собор. 1654 год. Начало раскола.
Алексей Кившенко, 1880

Раско́л Ру́сской це́ркви — церковный раскол в Русской православной церкви, начавшийся в 1650-х годах в Москве. Связан с реформой патриарха Никона, направленной на внесение изменений в богослужебные книги московской печати и некоторые обряды в целях их унификации с современными греческими.
Реформа осуществлялась при участии и поддержке царя Алексея Михайловича, а также некоторых греческих православных иерархов, была одобрена и подтверждена постановлениями ряда соборов, проходивших в Москве в 1650—1680-х годах. Противники реформы, впоследствии названные старообрядцами, были объявлены еретиками и преданы анафеме на Московском соборе 1656 года (только держащиеся двуперстного крестного знамения) и на Большом Московском соборе 1666—1667 годов. В результате появились старообрядческие группы, впоследствии разделившиеся на многочисленные согласия.

## Предыстория: греческие и русские богослужебные обычаи

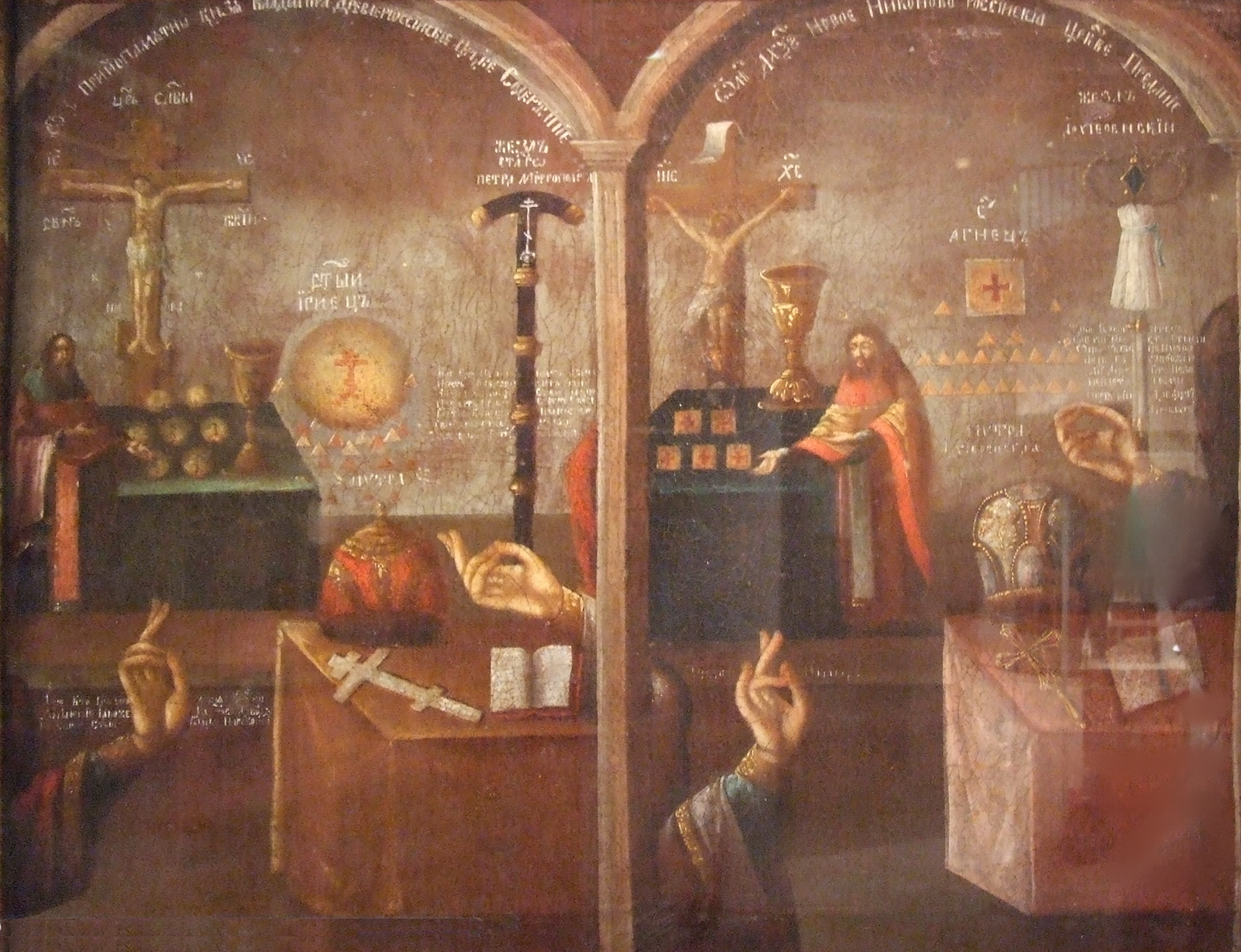
«Спор о вере». Картина неизвестного художника XVIII века

Эволюция форм общественного христианского богослужения в раннюю эпоху, в особенности тех его элементов, которые определяются не книжной традицией, а устным церковным преданием (а к ним относятся такие существенные обычаи, как, например, крестное знамение), известна на основании сведений в трудах Отцов Церкви и ранних историков Церкви. Однако святоотеческие или канонические документы (а также и богослужебные памятники) не содержат ясного указания о том, каким количеством перстов должно совершаться крестное знамение: несомненно, что наиболее древней из известных форм перстосложения было единоперстие, сосуществовавшее с многоперстием, свидетельства о которых сохранились от IV века; появление же троеперстия и двоеперстия, согласно мнению ряда исследователей, вероятно, было вызвано тринитарными и христологическими спорами эпохи первых Вселенских соборов, причём появление троеперстия соответственно предшествовало появлению двоеперстия, восходящего к середине V века (эпохе борьбы с монофизитством). К IX веку и ко времени Крещения Руси (988), в Константинополе было принято двоеперстие; позднее, примерно с середины XIII века, греки стали переходить на троеперстие. Что касается количества просфор на проскомидии, сугубой или трегубой аллилуйи, направления движения крестного хода, то здесь не было единообразия. У русских получила господствующее положение совокупность одних обычаев (двоеперстие, сугубая аллилуйя, посолонь и т. д.), которые впоследствии назовут старым обрядом, а у греков утвердилась совокупность иных обычаев, которые впоследствии на Руси назовут новым обрядом.

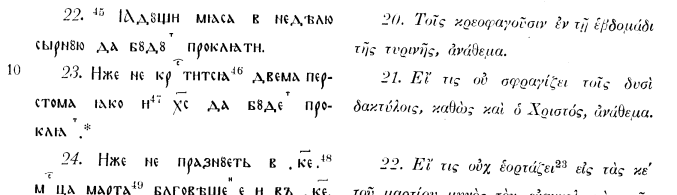
Проклятие (анафема) на тех, кто не крестится двумя перстами. Параллельно: церковнославянский текст и греческий оригинальный текст. «Иже не крестится двема перстома яко и Христос, да будет проклят» — «Εἴ τις οὐ σφραγίζει τοῖς δυσὶ δακτύλοις, καθὼς καὶ ὁ Χριστός, ἀνάθεμα»

Начавшийся с XIII—XIV веков процесс политико-культурного размежевания Северо-Восточной (Владимирской, а затем Московской) и Юго-Западной Руси (вошедшей в состав Великого княжества Литовского) приводил к проникновению через Литву новогреческих богослужебных традиций, хотя, например, в самой Литве и даже у сербов в начале XVII века ещё широко было распространено двоеперстие. В связи с этим в Русском государстве встал вопрос, какого порядка в богослужении следует придерживаться. На Стоглавом соборе 1551 года на этот вопрос был дан ответ: «Аще ли кто двема персты не благословляет, якоже и Христос, или не воображает крестного знамения, да будет проклят, святии отцы рекоша» (Стоглав 31) — это верное по смыслу изложение текста: «Εἴ τις οὐ σφραγίζει τοῖς δυσὶ δακτύλοις, καθὼς καὶ ὁ Χριστός, ἀνάθεμα», из греческих богослужебных сборников «Евхологиев» X—XII веков, переведённых на славянский, из чинопоследования: «Ἀπόταξις τῶν αἱρετικῶν Ἀρμενιῶν»; «…не подобает святыя аллилуии трегубити, но дважды глаголати аллилуия, а в третий — „слава тебе, Боже“…» (Стоглав 42).
Лингвист и историк русского и церковнославянского языков Борис Успенский так охарактеризовал разницу между дониконовской и послениконовской традициями:

На примере крестного знамения мы видим, что о византинизации приходится говорить лишь условно: речь идёт об ориентации на Византию, но поскольку Византии к этому времени уже не существовало, современные греки воспринимались как носители византийской культурной традиции. В результате усвояемые формы и нормы могли очень существенно отличаться от византийских, и это особенно заметно в области церковной культуры. Так, русское духовенство при патриархе Никоне переодевается в греческое платье и вообще уподобляется в своём обличье духовенству греческому (переодевание духовенства в греческое платье при Никоне предшествует переодеванию гражданского русского общества в западноевропейское платье при Петре I). Однако новая одежда русского духовенства соответствует при этом не той одежде, которую греческие духовные лица носили в Византии, а той, которую они начали носить при турках, после падения Византийской империи: так появляется камилавка, форма которой восходит к турецкой феске, и ряса с широкими рукавами, также отражающая турецкий стиль одежды. Вслед за греческим духовенством русские священнослужители и монахи начинают носить длинные волосы. Однако греческое духовенство в Оттоманской империи носило длинные волосы не потому, что так было принято в этой среде в Византии, а по другой — противоположной причине. Длинные волосы в Византии были знаком светской, а не духовной власти, и греческие священнослужители стали носить их только после турецкого завоевания — поскольку на Константинопольскую патриархию в Оттоманской империи была возложена административная ответственность, и таким образом священнослужители оказались облечены светской властью. В результате исчезает тонзура, принятая в своё время в Византии; на Руси тонзура («гуменцо») была принята до никоновских реформ (позднее она сохраняется у старообрядцев).

## Культурно-исторический и геополитический контекст реформы
Профессор Н. Ф. Каптерев, рассуждая о причинах, приведших к «перемене в воззрении русских на относительное достоинство греческого и русского благочестия», отмечал:

Влияние Византии в православном мире <…> основывалось именно на том, что она была для всех православных народов востока культурным центром, откуда исходили к ним наука, образование, высшие и совершеннейшие формы церковной и общественной жизни и пр. Ничего похожего на старую Византию не представляла в этом отношении Москва. Она не знала, что такое наука и научное образование, она даже совсем не имела у себя школы и лиц, получивших правильное научное образование; весь её образовательный капитал заключался в том, с научной точки зрения, не особенно богатом и разнообразном наследстве, которое в разное время русские посредственно или непосредственно получали от греков, не прибавив к нему с своей стороны почти ровно ничего. Естественно поэтому, что первенство и главенство Москвы в православном мире могло быть только чисто внешнее и очень условное.

В конце 1640-х Арсений (Суханов) из подворья афонского Зографского монастыря в Молдавии доносил царю и Московскому патриарху о имевшем место на Афоне сожжении книг московской печати (и некоторых иных славянских книг) как еретических. Более того, патриарх Иерусалимский Паисий, произведя дознание по случаю инцидента и не одобрив поступка афонцев, тем не менее высказался в том смысле, что именно московские книги погрешают в своих чинах и обрядах.
«В XVII в. сношения с Востоком становятся особенно оживлёнными. <…> Грекофильство постепенно находит себе всё более сторонников в обществе, а в самом правительстве оно становится всё более искренним. Сам царь Алексей Михайлович был убеждённым грекофилом. <…> В обширной переписке с восточными патриархами вполне определённо высказывается цель Алексея Михайловича — привести русскую церковь в полное единение с греческой. Политические взгляды царя Алексея, его взгляд на себя как на наследника Византии, наместника Бога на земле, защитника всего православия, который, быть может, освободит христиан от турок и станет царём в Константинополе, тоже заставляли его стремиться к такому тождеству русской и греческой веры. С Востока поддерживали в царе его планы. Так, в 1649 г. патриарх Паисий в свой приезд в Москву, на приёме у царя прямо высказал пожелание, чтобы Алексей Михайлович стал царём в Константинополе: „да будеши Новый Моисей, да освободиши нас от пленения“. <…> Реформа была поставлена на принципиально новую и более широкую почву: явилась мысль греческими силами привести русскую церковную практику в полное согласие с греческой.» Аналогичные идеи внушал царю и патриарху находившийся в 1653 году в Москве бывший Константинопольский Патриарх Афанасий III Пателларий, принявший непосредственное участие в справе.
Другим существенным геополитическим фактором, толкавшим Московское правительство к проведению реформ, было присоединение Малороссии, тогда находившейся в церковной юрисдикции Константинопольского престола, к Русскому государству:

Малороссия отделилась от Польши, признала своим царём Алексея Михайловича и вошла в состав Московского государства как его нераздельная часть. Но в Москве православие малороссов, как и православие тогдашних греков, возбуждало сильное сомнение потому единственно, что церковно-обрядовая практика южноруссов сходилась с тогдашнею греческою и разнилась от московской.

Говоря об особенностях религиозности патриарха Никона и его современников, Николай Костомаров замечал: «Пробывши десять лет приходским священником, Никон поневоле усвоил себе всю грубость окружавшей его среды и перенёс её с собою даже на патриарший престол. В этом отношении он был вполне русский человек своего времени, и если был истинно благочестив, то в старом русском смысле. Благочестие русского человека состояло в возможно точном исполнении внешних приёмов, которым приписывалась символическая сила, дарующая Божью благодать; и у Никона благочестие не шло далеко за пределы обрядности. Буква богослужения приводит к спасению; следовательно, необходимо, чтобы эта буква была выражена как можно правильнее».
Характерен ответ, полученный Никоном в 1655 году на свои 27 вопросов, с которыми он обратился сразу же после Собора 1654 года к патриарху Константинопольскому Паисию. Последний «высказывает взгляд греческой церкви на обряд как на несущественную часть религии, могущую иметь и имевшую разные формы <…> Что касается ответа на вопрос о троеперстии, то Паисий уклонился от определённого ответа, ограничившись лишь объяснением того смысла, который греки вкладывают в троеперстие. Никон понял в желательном ему смысле ответ Паисия, так как не мог возвыситься до греческого понимания обряда. Паисий же не знал обстановки, в которой проводилась реформа и той остроты, с которой ставился вопрос об обрядах. Греческий богослов и русский книжник не могли понять друг друга».

## Основные черты реформы

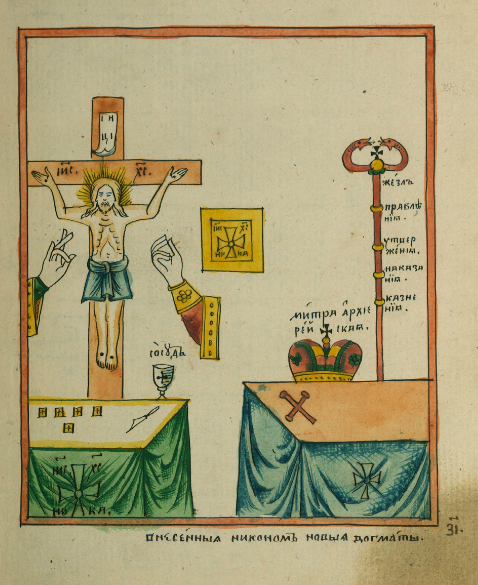
«Внесённые Никоном новые догматы». Иллюстрация из «Истории об отцах и страдальцах Соловецких», XVIII век

Если в первой половине XVII века правка книг в Москве велась с помощью уже существовавших славянских переводов, то в конце 1640-х годов правку было решено производить с помощью греческих книг. Для этой цели при патриархе Иосифе в 1649 году из Киева были приглашены киевские монахи во главе с Епифанием Славинецким, знавшим греческий язык; к ним присоединился толмач Арсений Грек. Работа справщиков продолжалась непрерывно и при патриархе Никоне.
Первыми шагами Никона на пути литургической реформы, сделанным сразу после вступления в июле 1652 года на патриаршество, было изучение документов (грамот) об учреждении патриаршества в Москве (которые предписывали единство церкви Московской с греческой) и сравнение текста Символа Веры в редакции печатных московских богослужебных книг с текстом Символа, начертанного на саккосе митрополита Фотия. Обнаружив расхождения между ними (а также между Служебником и другими книгами), Патриарх Никон решился приступить к исправлению текстов и отдельных обрядов. Примерно через полгода по восшествии на патриарший престол, 11 (21) февраля 1653 года, Патриарх указал опустить в издании Следованной Псалтири главы о числе поклонов на молитве преподобного Ефрема Сирина и о двуперстном крестном знамении. Часть справщиков высказали своё несогласие, в результате трое были уволены, среди них старец Савватий и иеромонах Иосиф (в миру Иван Наседка). Спустя 10 дней, в начале Великого поста 1653 года, Патриарх разослал по московским церквам «Память» о замене части земных поклонов на молитве Ефрема Сирина поясными и об употреблении троеперстного крестного знамения вместо двуперстного. Так началась реформа, приведшая впоследствии к расколу в русской православной церкви.
В ходе реформы богослужебная традиция была изменена в следующих пунктах:
1. Широкомасштабная «книжная справа», выразившаяся в редактировании текстов Священного Писания и богослужебных книг, которая привела к изменениям в славянских переводах некоторых текстов, в частности Символа веры: изъят союз «а» в словах о вере в Сына Божия «рождена, а не сотворена», о Царствии Божием стали говорить в будущем («не будет конца»), а не в настоящем времени («несть конца»), из 8-го члена, говорящего о вере в «Духа Святаго», исключено слово «Истиннаго». Было внесено множество других незначительных изменений, например, в имя «Ісус» (под титлом «Ic») была добавлена ещё одна буква и оно стало писаться «Іисус» (под титлом «Іис»).
2. Замена двуперстного крестного знамения трёхперстным и отмена «метаний», или малых земных поклонов — в 1653 году Никон разослал по всем церквям московским «память», в которой говорилось: «не подобает в церкви метания творити на колену, но в пояс бы вам творити поклоны; ещё и тремя персты бы есте крестились».
3. Крестные ходы Никон распорядился проводить в обратном направлении (против солнца, а не посолонь).
4. Возглас «аллилуйя» во время богослужения стали произносить не дважды (сугубая аллилуйя), а трижды (трегубая).
5. Изменено число просфор на проскомидии и начертание печати на просфорах.

## Реакция на реформу и соборные решения

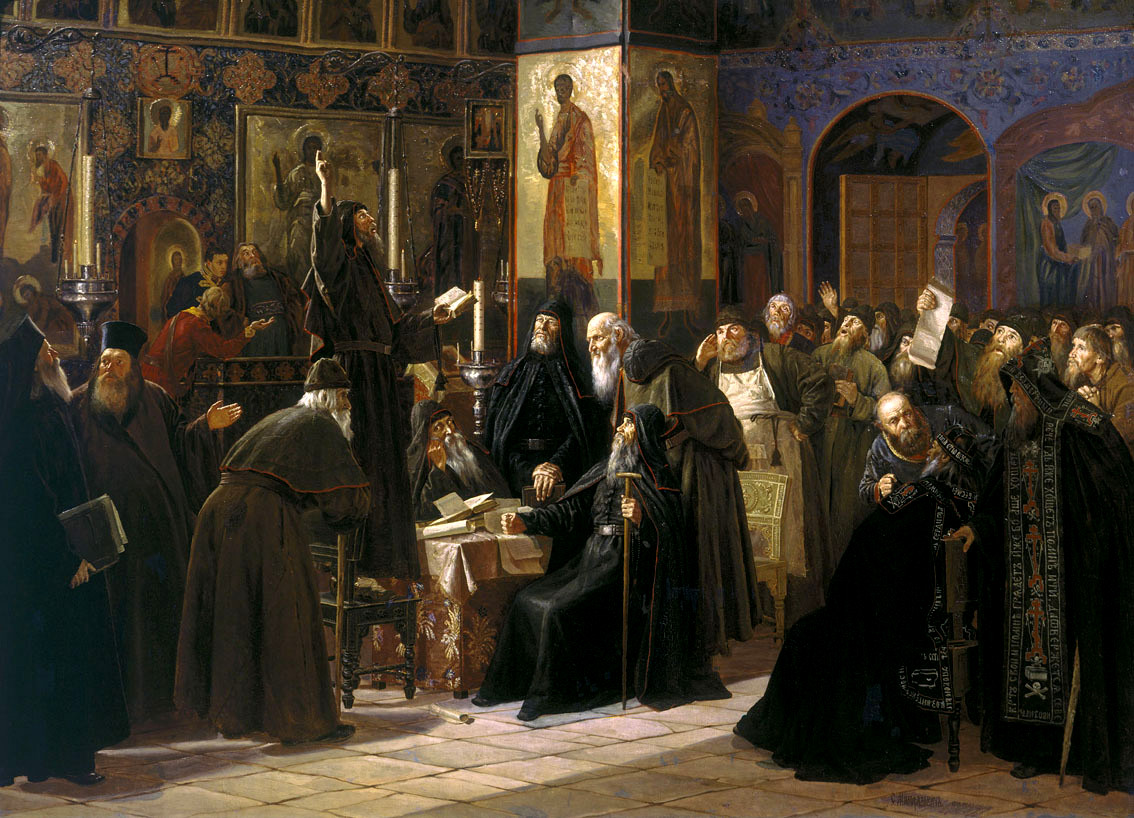
Чёрный собор. Восстание соловецкого монастыря против новопечатных книг в 1666 году (С. Милорадович, 1885 год)

В июле 1653 года Никон созвал в своей крестовой палате Собор, на котором произошло первое публичное столкновение патриарха Никона с приглашённым на Собор протопопом Иваном Нероновым, который, заступившись за муромского протопопа Логгина, начал оскорблять и обвинять Никона; Неронов был поддержан группой других клириков.
Столкнувшись с сопротивлением, царь Алексей Михайлович по просьбе патриарха созвал Собор, проходивший под председательством царя и патриарха Никона в царских палатах в марте — апреле 1654 года. Собор признал необходимость исправления русских церковных книг и обрядов по «старым харатейным и греческим» образцам; вопрос о перстосложении на Соборе не ставился.
В феврале 1656 года, в неделю православия (первое воскресение Великого поста), патриархом Антиохийским Макарием и иными иноземными иерархами, пребывавшими в то время в Москве, в Успенском соборе была торжественно провозглашена анафема на тех, кто совершает крестное знамение двумя перстами. В апреле того же года патриарх Никон созвал собор русских епископов, на котором все крестящиеся двумя перстами были отлучены и прокляты.

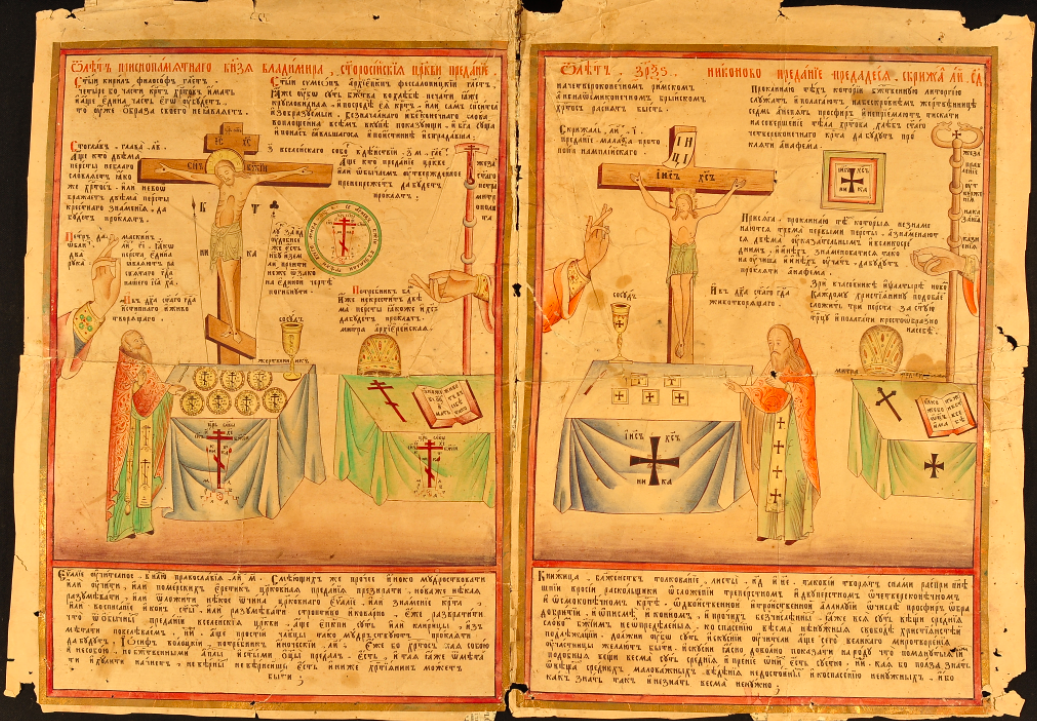
«Сравнительные изображения креста (распятия), перстосложения, печатей и пр. у старообрядцев и господствующей церкви, с текстами, утверждающими правильность и тех и других»

После ссылки и гибели (апрель 1656 года) епископа Коломенского и Каширского Павла, который был сурово наказан за высказанное им на Соборе 1654 года особое мнение о поклонах, движение против реформ возглавили несколько клириков: протопопы Аввакум Петров, Логгин Муромский и Даниил Костромской, поп Лазарь Романовский, дьякон Фёдор, инок Епифаний, поп Никита Добрынин, по прозвищу Пустосвят и др. Оппозиция реформам получила новое дыхание после самовольного оставления в 1658 году Никоном Москвы; историк Русской церкви митрополит Макарий (Булгаков), обращая внимание, что Никон и после Собора 1656 года дозволял служение сообразно дореформенной традиции, отмечал: «Проповедники раскола нашли себе в наступивший период междупатриаршества сильное покровительство; начали резко нападать на Церковь и её иерархию, возбуждать против неё народ и своею возмутительною деятельностию вынудили церковную власть употребить против них канонические меры. И тогда-то вновь возник, образовался и утвердился тот русский раскол, который существует доселе и который, следовательно, в строгом смысле получил своё начало не при Никоне, а уже после него.»
Большой Московский собор 1667 года, осудив и низложив Никона за самовольное оставление кафедры в 1658 году и подтвердив решение собора 1656 года о том, что все крестящиеся двумя перстами — еретики, и анафематствовал всех не принявших реформу. В дальнейшем в силу государственной поддержки церковной реформы имя Русской церкви было закреплено исключительно за принявшими решения Соборов 1666 и 1667 годов, а приверженцев дореформенной богослужебной традиции (старообрядцев) стали называть раскольниками и преследовать.

## Оценка реформы
Никон — личность возбуждающая во мне отвращение. Счастливее бы была, если бы не слыхала о его имени… Подчинить себе пытался Никон и государя: он хотел сделаться папой… Никон внёс смуту и разделения в отечественную мирную до него и целостно единую церковь. Триперстие навязано нам греками при помощи проклятий, истязаний и смертельных казней… Никон из Алексея царя-отца сделал тирана и истязателя своего народа.— Екатерина II, «О Старообрядчестве», 15.9.1763 г.
Церковный историк и головщик (регент) Спасского собора Андроникова монастыря в Москве Борис Кутузов полагает, что главный политический аспект реформы заключался в «византийской прелести», то есть завоевании Константинополя и возрождении Византийской империи с помощью и за счёт России. В связи с этим царь Алексей хотел наследовать со временем престол византийских императоров, а патриарх Никон хотел стать Вселенским патриархом.
Кутузов считает, что большая заинтересованность в реформе была у Ватикана, который хотел, используя Россию как орудие против Турции, усилить влияние католичества на Востоке.
Священник-единовер Иоанн Миролюбов, оценивая «книжную справу», считает, что «никакого научно обоснованного исправления книг в XVII веке просто не могло быть. Его и не было. Как бы в скобках замечу, что это хорошо понимали и православные ученые, правда, уже в XIX—XX столетиях. Например, профессор Киевской духовной академии Дмитриевский установил, что прототипом Никоновского служебника был даже не новогреческий, а украинский служебник епископа Гедеона (Балабана), изданный в 1604 году в Срятине. Иными словами, имело место не „исправление книг“, а принятие иной, южнорусской редакции, что было обусловлено не церковными, а политическими нуждами, как они царским двором тогда понимались. Но и это все частности. Каждый, кто заглядывал на богослужение старообрядцев, понимает, что дело отнюдь не только в перстосложении или иных деталях, а в молитвенном настрое на строгое совместное богослужение, где не может быть картин и хоровых концертов, а уставной порядок, традиционного письма иконы и древнее унисонное пение. Иными словами — разница в мироощущении, эстетических предпочтениях, системе духовных ценностей. Причем отражается это и на порядке устройства церковно-приходской, общинной жизни. Людям, которым внутренне чужда культура Древней Руси, тем, кто не в состоянии отличить духовное от душевного (см.: 1 Кор. 15:44), никогда не понять протест старообрядцев против секуляризации церковной жизни и культуры (лучше сказать — обмiрщения). А поскольку секуляризация эта происходила в крайне воинственных формах, то и протест это рождало решительный и радикальный, сопровождающийся соответствующими „идеологическими установками“»

## Хронология
- Февраль 1651 года — собор, состоявшийся 11 (21) февраля 1649 года, отказался ввести «единогласие» в богослужении вместо «многогласия» по всем церквям (как требовали царский духовник Стефан Вонифатьев и единомысленные с ним «боголюбцы»)[22]; однако царь Алексей Михайлович не утвердил соборного постановления 1649 года о допустимости «многогласия», поддерживаемого Московским патриархом Иосифом. Последний обратился к Константинопольскому патриарху Парфению, который решил этот вопрос в пользу «единогласия»[23]. Собравшийся в Москве 9 (19) февраля 1651 года собор утвердил в церквах единогласное пение вместо многогласного[24].
- 11 (21) февраля 1653 года — патриарх Никон указал опустить в издании Следованной Псалтири главы о числе поклонов на молитве преподобного Ефрема Сирина и о двуперстном крестном знамении.
- 21 февраля (3 марта) 1653 года — спустя 10 дней, в начале Великого поста 1653 года, патриарх Никон разослал по московским церквам «Память» о замене части земных поклонов на молитве Ефрема Сирина поясными и об употреблении троеперстного крестного знамения вместо двуперстного.
- Сентябрь 1653 года — Протопопа Аввакума бросают в подвал Андрониевского монастыря, где он просидел 3 дня и 3 ночи «не евши и не пивши». Увещевают принять «новые книги», однако безуспешно. Патриарх Никон велел расстричь его. Но царь заступается, и Аввакум Петров был сослан в Тобольск.
- 1654 год — патриарх Никон устраивает церковный собор, который постановляет провести книжную справу по древним рукописям греческим и славянским. Среди участников собора был епископ Коломенский и Каширский Павел. На соборе он высказался против отмены земных поклонов во время великопостной молитвы Ефрема Сирина. Так как принятая на соборе окончательная формулировка не подразумевала отклонений от старых русских и греческих книг, он подписал соборные постановления, но добавил своё особое мнение: «Смиренный епископ Павел Коломенский и Каширский. А что говорил на святем соборе о поклонех и тот устав харотеиной во оправдание положил зде а другой писмяной»[25]. По данным[26] епископ также написал: «Если кто от преданных обычаев святой соборной церкви отымет, или приложит к ним, или каким-либо образом развратит, анафема да будет».
- 1654 — 1655 год — патриарх Никон издаёт послание с вопросами о необходимости унификации русских обрядов по греческим образцам, направил вопросы патриарху Константинопольскому Паисию[27], который прислал соборный ответ, где отмечал, что разница в обрядах не является преступлением против догматов и признаком ереси и раскола; разные поместные церкви вполне могут отличаться порядками, например, временем совершения литургии или какими перстами должен благословлять священник[28][29]. Тем временем, в марте 1655 года Никон публично выступил против двуперстия, приказав разбить и сжечь иконы, изображавшие такое перстосложение при совершении крестного знамения. Собор в Москве, проходивший с 25 по 31 марта[30] утвердил текст нового Служебника на основе греческого Служебника венецианского издания 1602 года.
- Начало 1656 года — В неделю Торжества православия (в первое воскресение Великого поста) 1656 года — в московском Успенском соборе Патриархом Антиохийским Макарием, Патриархом Сербским Гавриилом и митрополитом Никейским Григорием была торжественно провозглашена анафема на тех, кто крестится двумя перстами во время богослужения. Поместный собор, проходивший в Москве в апреле мае, осудил двуперстие, а всех крестящихся двуперстно проклял. Издание книги под названием «Скрижаль».
- 3 (13) апреля 1656 года — епископ Павел Коломенский переведён под более строгий надзор в новгородский Хутынский монастырь, где и был, по-видимому, убит.
- 1664 год — протопоп Аввакум сослан в Мезень, где он продолжил свою проповедь и поддерживал своих приверженцев, разбросанных по всей России, посланиями, в которых именовал себя «рабом и посланником Исуса Христа», «протосингелом российской церкви».
- 29 апреля (9 мая) 1666 года — царь Алексей Михайлович произнёс перед Большим Московским церковным собором речь, в которой говорил о том, что на Руси Православная вера насаждена апостолами через Кирилла и Мефодия, Ольгу и Владимира. Эту веру царь назвал чистой пшеницей. Далее он перечислял заблуждения противников реформы («раскольников» или «диаволе семя»), говоривших про церковь хулы: «яко церковь не есть церковь, тайны божественные — не тайны, крещение — не крещение, архиереи — не архиереи, писания — лестна, учения — неправедное, и вся скверна и не благочестна.» Далее царь говорил, что надо очищать пшеницу (церковь) от плевел (раскольников), опираясь на авторитет четырёх «адамантов» : восточных греческих патриархов. В ответ от имени русских архиереев выступил митрополит Иоаким, который согласился с царём, назвав раскольников «врагами и супостами» церкви, и который просил царя помочь покорить врагов архиереям с помощью царской власти.
- 15 (25) мая 1666 года — перед Большим Московским церковным собором предстал протопоп Аввакум, который отказался принести покаяние, и был осуждён в ссылку в Пустозерский острог на Печоре. На соборе отказался принести покаяние и поп Лазарь, за что был сослан в тот же острог. На собор был приведён диакон Благовещенского собора Феодор, который на соборе не принёс покаяние, был предан анафеме, и был сослан в Николо-Угрешский монастырь. Вскоре он прислал своё письменное покаяние на собор, был прощён, но затем вернулся к своим прежним взглядам, за что ему в 1667 году отрежут язык и отправят в Пустозерский острог, в ссылку, а затем сожгут живьём в срубе вместе с протопопом Аввакумом.
- На втором этапе Большого Московского церковного собора 1666—1667 годов патриарху Макарию Антиохийскому, вместе с также участвующим в работе Собора Паисием, патриархом Александрийским, удалось навязать чрезвычайно жёсткие по отношению к русским старообрядцам определения, которые фактически сделали необратимым раскол в Русской Церкви. Собор одобрил книги новой печати, утвердил новые обряды и чины и наложил клятвы и анафемы на старые книги и обряды. Сторонники старых обрядов были объявлены раскольниками и еретиками. Страна оказалась на грани религиозной войны.
- 1667 год — из-за отказа братии Соловецкого монастыря принять нововведения правительство распорядилось конфисковать все вотчины и имущество монастыря.
- 12 (22) июня 1668 года — На Соловки прибыли царские полки и приступили к осаде монастыря (Соловецкое восстание).
- Ноябрь 1671 года — верховная дворцовая боярыня, представительница одного из шестнадцати высших аристократических семейств Московского государства Феодосия Морозова, твёрдая сторонница старого обряда, была перевезена в Чудов монастырь в Кремле, откуда после допросов отправлена в заключение на подворье Псково-Печерского монастыря.
- Конец 1674 года — боярыня Морозова, её сестра Евдокия Урусова и их сподвижница жена стрелецкого полковника Мария Данилова были приведены на Ямской двор, где пытками на дыбе их пытались переубедить в верности старообрядчеству. По распоряжению царя Алексея Михайловича Морозова с сестрой высланы в Боровск, где были заточены в земляную тюрьму в Боровском городском остроге, а 14 их слуг за принадлежность к старой вере в конце июня 1675 года сожгли в срубе.
- 11 (21) сентября 1675 года — Евдокия Урусова скончалась от истощения.
- 2 (12) ноября 1675 года — Феодосия Морозова также была уморена голодом в земляной тюрьме, 14 слуг Феодосии Морозовой и Евдокии Урусовой были сожжены живыми в срубе.
- 22 января (1 февраля) 1676 года — Соловецкий монастырь взят приступом, во время которого было убито и казнено около 400 старообрядцев.
- В 1677 и в 1678 году на Малом и Большом церковных поместных соборах Русской церкви была деканонизирована благоверная княгиня Анна Кашинская (в схиме монахиня София) за то, что рука княгини, скончавшейся в XIV веке, изображала двоеперстие, а её открытые мощи лежали в соборе города Кашина для всеобщего поклонения. Она была объявлена не святой, мощи закопали и запретили служить ей службу, оставив только панихиды, а храм в честь княгини переименовали. Причём сначала, приезжая комиссия из нескольких человек в Кашине закопала мощи и объявила её не святой, закрыла церковь, отобрали иконы с изображением святой Анны, а затем задним числом провели два собора. Анну Кашинскую только в 1649 году на церковном поместном соборе Русской церкви причислили к лику святых, затем торжественно в присутствии всей царской семьи и при большом стечении народа перенесли нетленные мощи в кафедральный собор (царь дважды ездил в Кашин в 1649 и в 1650 году: на открытие и на перенесение мощей), написали святые иконы с её изображением, которые стояли в церкви для поклонения, написали церковную службу Анне, которую служили и молились святой Анне, в честь Анны называли новокрещаемых детей.
- 1681—1682 год — Собор в Москве при патриархе Иоакиме признал необходимой совокупную борьбу духовной и светской властей с усиливавшимся «расколом», просил царя подтвердить постановления Большого Московского собора 1667 года об отсылке упорствующих раскольников к градскому суду, постановил отбирать старопечатные книги и взамен их выдавать исправленные, установил надзор за продажей тетрадей, которые, под видом выписок из священного Писания, содержали в себе хулы на книги церковные.
- 14 (24) апреля 1682 года, Пустозерск — сожжение в срубе протопопа Аввакума и трёх его товарищей по тюремному заточению (см. Пустозерские страдальцы) Протопоп Аввакум в момент сожжения, по преданию, предсказал близкую смерть царю Фёдору Алексеевичу.
- 27 апреля (7 мая) 1682 года — в возрасте 20 лет скончался царь Фёдор Алексеевич, не сделав распоряжения относительно престолонаследия. Вопрос о престолонаследии вызвал волнения, разрешившиеся решением о венчании на царство одновременно двух царей — малолетних Ивана V и Петра I при регентстве их старшей сестры Софьи Алексеевны.
- 5 (15) июля 1682 года — прения о вере в Грановитой палате Московского Кремля. Официальную церковь представлял патриарх Иоаким (главным действующим лицом со стороны православных был не он, а Афанасий, епископ Холмогорский и Важеский), старообрядческую — Никита Пустосвят. Спор свёлся ко взаимному обвинению сторон в ереси и невежестве и, в конце концов, к ругани и чуть ли не к драке. Старообрядцы покинули Кремль с поднятой головой и на Красной площади объявили всенародно о своей полной победе, хотя фактически диспут не пришёл ни к какому результату. Шантажируемые царевной Софьей стрельцы отступились от старообрядцев, обвинив их в смуте и желании восстановить стрельцов против царей. И. А. Хованский едва успел спасти остальных старообрядцев, которым он ранее гарантировал безопасность. Царевна Софья на следующее утро приказала схватить раскольников: Никита Пустосвят был казнён на Лобном месте, а его соратники разосланы по монастырям, откуда некоторым удалось бежать.
- В 1685 году  был издан указ — «Двенадцать статей» царевны Софьи о преследовании хулителей Церкви, подстрекателей к самосожжению, укрывателей раскольников вплоть до смертной казни (одних через сожжение, других мечом). Тайных сторонников старообрядцев приказано было бить кнутом, и, лишив имущества, ссылать в монастыри. Укрывателей старообрядцев «бить батогами и, после конфискации имущества, тоже ссылать в монастырь». Явных противников реформы велено пытать, а затем казнить. До 1685 года правительство подавляло бунты и казнило нескольких вождей раскола, но специального закона о преследовании раскольников за веру не было.
- 1687 год — при штурме Палеостровского монастыря погибло от 2000 до 3000 старообрядцев. Согласно старообрядческой точке зрения (изложенной в начале XVIII века), старообрядцы заперлись в церкви, а затем сгорели, из-за пожара при обстреле церкви новообрядцами. Согласно новообрядческой точке зрения (изложенной в середине XIX века) при осаде монастыря правительственными войсками старообрядцы сами устроили самосожжение.
- В начале 1716 года отменены Двенадцать статей и издан указ, согласно которому старообрядцы могут легально жить, но обязаны платить двойной налог.
- В 1716—1719 году архиепископ Нижегородский Питирим отправляется на Керженец ради миссионерства к старообрядцам с вопросами. В 1719 году Александр Дьякон от имени кержаков подаёт письменные Нижеградские ответы, в которых изобличается подложность обоих вышеупомянутых сочинений. В этом же году поселение на Керженце старообрядцев было разгромлено царскими войсками под руководством Питирима.
- В 1720 году казнён Александр Дьякон, и в этом же году вышел указ читать подложное Деяние на Мартина во всех церквях во время богослужения; того, кто сомневался в наличии Мартина, согласно указу надо было сжечь.
- В 1722 году на Выг (Олонецкая губерния), в старообрядческую общину ради миссионерства был отправлен иеромонах Неофит, он принёс 106 вопросов, среди которых были опять вопросы о еретике Мартине и о Киевском соборе. Братья Денисовы в Поморских ответах снова провели подробный разбор ложности и подлога документа, найдя в нём множество откровенных топорных ляпов, и послали ответ Петру. Ответ прочитали, но старообрядцев на сей раз не тронули.
- 15 (26) мая 1722 года Святейшим Синодом издаётся закон «О распоряжениях по обращению раскольников к православной церкве»; согласно которому при переходе в новообрядчество: старообрядцев, крещённых старообрядцами надо крестить, монахов вновь постригать; детей у записных раскольников (старообрядцев) надо крестить насильно в новообрядческих церквах; родителям старообрядцев запрещено своих детей учить двоеперстию под страхом жестокого наказания (которому подвергались учителя раскольников); даже те старообрядцы, которые повинуются во всем церкви, но крестятся двумя перстами, считаются вне церкви — раскольниками: «Которые хотя святей церкви и повинуются и все церковные таинства приемлют, а крест на себе изображают двема персты, а не троеперстным сложением: кои с противным мудрованием, и которые и по невежеству но от упорства то творят обоих писать в раскол не взирая ни на что»; свидетельства раскольников (старообрядцев) приравниваются к свидетельствам еретиков и не принимаются в судах, как церковных так и гражданских[31].
- В 1734 году старообрядцы на Ветке приняли через миропомазание епископа Епифания, который в течение года поставил 14 священников; затем поселение старообрядцев было окружено царскими войсками; все постройки: дома, кельи и церкви были сожжены; было захвачено около 300 иноков и более 800 инокинь, их разослали по многочисленным монастырям новообрядческой церкви под строгий надзор: здесь их насильно водили в храмы за церковные службы, увещевали принять «православие», содержали скованными в цепях, посылали на непосильные работы. Всех же жителей Ветки было захвачено сорок тысяч человек — мужчин, женщин и детей. Их сослали в Забайкальский край, в Восточную Сибирь, за семь тысяч километров от Ветки. Епифаний был заключён в Киеве в Печерскую крепость, где вскоре и скончался[32].
- В конце 1790 годов учреждено Единоверие — разрешено по снисхождению служение по древним православным чинам в Русской церкви, создание приходов для древлеправославных, и стали рукополагать священников для единоверцев (старообрядцев соединившихся с новообрядцами), при этом сами древнейшие православные чины официально продолжают считать в Русской церкви еретическими, берущими своё начало от армян и евреев.
- В 1846 году часть старообрядцев поповцев в Белой Кринице приняла через миропомазание греческого митрополита Амвросия, который рукоположил для старообрядцев епископов; с этого момента берёт своё начало Белокриницкая иерархия — современная Русская православная старообрядческая церковь.
- В 1886 году издаётся «Изъяснение» Святейшего Синода о том, что якобы клятвы соборов XVII века наложили не на всех крестящихся двуперстно, а только на вождей раскола, проявивших противление Церкви (на самом деле анафеме в XVII веке преданы были все древлеправославные).
- 17 (30) апреля 1905 года Николай II издаёт указ «Об укреплении начал веротерпимости», уравнявший старообрядцев в правах с неправославными христианами; после принятия указа начинается силами и средствами самих старообрядцев строительство многочисленных старообрядческих храмов по территории всей Российской империи. Именование «раскольники» в официальных документах заменялось на «старообрядцы». Сторонники древлеправославия также получили право открывать свои учебные заведения, преподавать Закон Божий в школах и заниматься миссионерской деятельностью. При этом старообрядческое духовенство не было уравнено в правах с православным.
- В 1923 году часть поповцев принимает вторым чином новообрядческого архиепископа Николу (Позднева) из обновленчества.
- В апреле 1929 года выходят ряд постановлений Патриаршего Священного Синода: 1. О признании старых русских обрядов спасительными как и новые обряды, и равночестными им; 2. Об отвержении и вменении, яко не бывших, порицательных выражений, относящихся к старым обрядам и, в особенности, к двуперстию, где бы они ни встречались и кем бы они ни изрекались; 3. Об упразднении клятв Московского Собора 1656 года и Большого Московского Собора 1667 года, наложенных ими на старые русские обряды и на придерживающихся их православноверующих христиан, и считать эти клятвы, яко не бывшие.
- В сентябре 1929 года к старообрядческому согласию во главе с Николой (Поздневым) присоединяется через миропомазание единоверческий епископ Иргинский Стефан (Расторгуев). Затем они вместе начинают рукополагать епископов и от них берёт начало Русская Древлеправославная Церковь.
- В 1971 году поместный собор РПЦ снимает клятвы с древних обрядов (включая двоеперстие), признаёт их спасительными и равночестными новым, утверждая все три постановления Патриаршего Священного Синода 23 (10) апреля 1929 года[33].
- В 1974 году на Третьем Всезарубежном Соборе РПЦЗ провозглашено, что древние богослужебные обычаи и обряды православные и спасительные; запрещения же и клятвы, наложенные в прошлом на содержащих эти обычаи считать недействительными, отменёнными и яко не бывшими (клятвы сняты со старообрядцев без всяких оговорок в отличие от собора 1971 года РПЦ).
- В октябре 2000 года собор РПЦЗ издаёт «Послание» к приверженцам старых обрядов, в котором подтверждает решения собора 1974 года, кроме того, признаёт вину за содеянное насилие (ложь, клевету, пытки и убийства) перед старообрядцами, претерпевшими за их любовь к преданию, принятому от благочестивых предков, за ревностное хранение его; и просит прощение за обиды и насилие, совершённое как властями, так и священством: «Простите, братья и сестры наши, прегрешения, причинённые вам ненавистью. Не считайте нас сообщниками в грехах наших предшественников, не возлагайте горечь на нас за невоздержные деяния их. Хотя мы потомки гонителей ваших, но неповинны в причинённых вам бедствиях. Простите обиды, чтобы и мы были свободны от упрёка, тяготеющего над ними. Мы кланяемся вам в ноги и препоручаем себя вашим молитвам. Простите оскорбивших вас безрассудным насилием, ибо нашими устами они раскаялись в содеянном вам и испрашивают прощения»[34].

## Взгляды старообрядцев на реформу

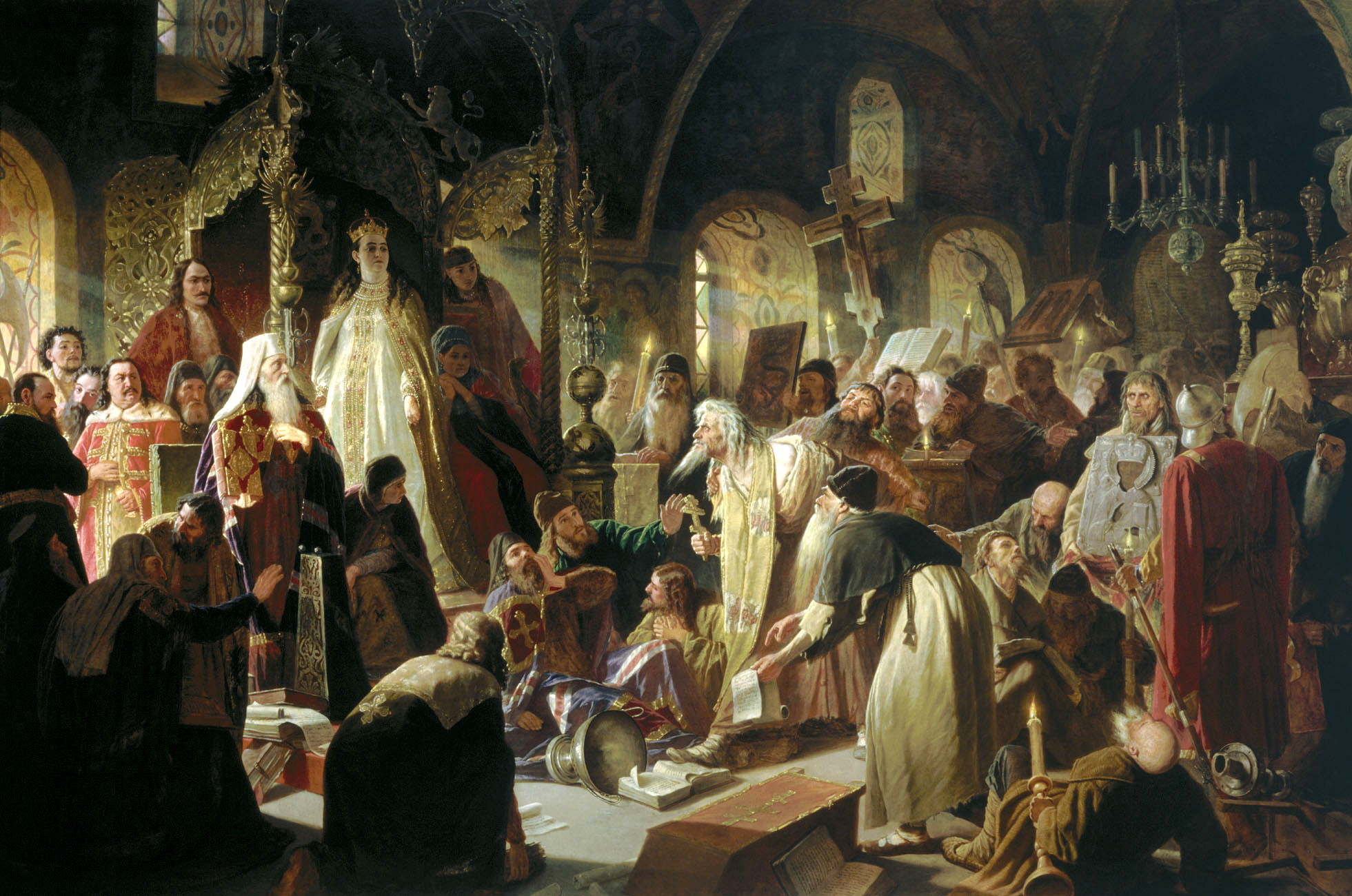
Василий Перов. Никита Пустосвят. Спор о вере. 1880—1881. («прения о вере» года в Грановитой палате в присутствии Патриарха Иоакима и царевны Софьи)

По мнению старообрядцев, взгляды патриарха Никона о какой-то отдельной традиции, в данном случае греческой, как об эталонной, были подобны так называемой «трёхъязычной ереси» — учению о возможности существования Святого Писания исключительно на языках, на которых была сделана надпись на кресте Христовом — древнееврейском, греческом и латинском. В обоих случаях речь шла об отказе от естественно сложившейся на Руси богослужебной традиции (заимствованной из старинных греческих образцов). Такой отказ был совершенно чужд русскому церковному сознанию, поскольку историческая русская церковность образовывалась на кирилло-мефодиевской традиции, в сущности которой было усвоение христианства с учётом национального перевода Святого Писания и богослужебного корпуса, использующего местные заделы христианской традиции.
Кроме того, старообрядцы, исходя из учения о неразрывной связи между внешней формой и внутренним содержанием священнодействий и таинств, со времён «Ответов Александра диакона» и «Поморских ответов» настаивают на более точном символическом выражении православных догматов именно в старых обрядах. Так, по мнению старообрядцев, двуперстное крестное знамение глубже трёхперстного раскрывает тайну вочеловечения и крестной смерти Христа, ибо на кресте была распята не Троица, а одно из её Лиц (вочеловечившийся Бог-Сын, Иисус Христос). Аналогично, сугубая аллилуйя с приложением славянского перевода слова «аллилуйя» (слава Тебе, Боже) содержит уже троекратное (по числу Лиц Святой Троицы) прославление Бога (в дониконовских текстах есть и трегубая аллилуйя, но — без приложения «слава Тебе, Боже»), в то время как трегубая аллилуйя с приложением «слава Тебе, Боже» содержит «четверение» Святой Троицы.
По мнению ряда церковных историков XIX—XX веков (Н. Ф. Каптерева, Е. Е. Голубинского, А. А. Дмитриевского и др.) мнение старообрядцев о неаутентичности источников Никоновой «справы» подтвердилось: заимствования производилось из новогреческих и униатских источников.
Среди старообрядцев патриарх за свои действия и последовавшие за реформой жестокие гонения получил прозвище «Никон-Антихрист».
Термин «никонианство»
Во времена богослужебной реформы в среде старообрядчества появились специальные термины: никониа́нство, никониа́нский раскол, никонианская ересь, новообрядчество — термины с отрицательной оценочной коннотацией, полемически используемые приверженцами старообрядчества в отношении сторонников богослужебной реформы в Русской Православной Церкви XVII века. Наименование происходит от имени Патриарха Никона.

## Эволюция отношения Русской православной церкви к старообрядцам
Осуждение сторонников «старых обрядов» как неправославных и еретических, осуществлённое Соборами 1656 и 1666 годов, было окончательно санкционировано Большим Московским собором в 1667 году, который одобрил реформы патриарха Никона, а всех, не принявших соборных решений, предал анафеме как еретиков и непокорных Церкви.
Иерархи Русской церкви в конце XVII — начале XVIII веков (соборная книга «Жезл», Афанасий (Любимов) в «Увете духовном», Питирим Нижегородский в «Пращице», Димитрий Ростовский в «Розыске» и др.), следуя клятвам Большого Московского собора, особенно осуждали следующие «старые обряды»:
- Двуперстное крестное знамение как «чёртово предание», «кукиш», «демоносидение», арианство, несторианство, македонианство, «армянское и латинское повеление» и др.;
- сугубую (двойную) аллилуйю — как «еретическую и богомерзкую»
- Восьмиконечный крест, особо почитаемый старообрядцами, — как «раскольнический и брынский»[36]

С 1800 года Святейший правительствующий синод в той или иной мере стал допускать употребление старых обрядов (единоверие) при подчинении официальному священноначалию.
Указ императора Николая II «Об укреплении начал веротерпимости» от 17 (30) апреля 1905 года, в частности, гласил:

Присвоить наименование старообрядцев, взамен ныне употребляемого названия раскольников, всем последователям толков и согласий, которые объемлют основные догматы Церкви Православной, но не признают некоторых принятых обрядов и отправляют своё богослужение по старопечатным книгам; 

Признать, что сооружение молитвенных старообрядческих и сектантских домов, точно так же, как разрешение ремонта и их закрытие, должны происходить применительно к основаниям, которые существуют или будут постановлены для храмов инославных исповеданий.
«В целях уврачевания церковных разделений из-за старых обрядов и наибольшего успокоения совести употребляющих их в ограде русской православной церкви» Синод при заместителе местоблюстителя патриаршего престола митрополите Сергии (Страгородском), впоследствии ставшем патриархом Московским и всея Руси, 23 апреля 1929 года признал старые обряды «спасительными», а клятвенные запреты Соборов 1656 и 1667 годов «отменил, яко не бывшие».
Поместный собор Русской православной церкви в 1971 году, созванный для избрания патриарха, специально рассмотрел вопрос о «клятвах на старые обряды и на придерживающихся их» и принял следующее решение:

1. Утвердить постановление патриаршего Священного синода от 23 (10) апреля 1929 года о признании старых русских обрядов спасительными, как и новые обряды, и равночестными им.
2. Утвердить постановление патриаршего Священного синода от 23 (10) апреля 1929 года об отвержении и вменении, яко не бывших, порицательных выражений, относящихся к старым обрядам и, в особенности, к двуперстию, где бы они ни встречались и кем бы они ни изрекались.
3. Утвердить постановление патриаршего Священного синода от 23 (10) апреля 1929 года об упразднении клятв Московского собора 1656 года и Большого Московского собора 1667 года, наложенных ими на старые русские обряды и на придерживающихся их православноверующих христиан, и считать эти клятвы, яко не бывшие. Освященный Поместный собор Русской православной церкви любовию объемлет всех свято хранящих древние русские обряды, как членов нашей святой церкви, так и именующих себя старообрядцами, но свято исповедующих спасительную православную веру. Освященный Поместный собор Русской православной церкви свидетельствует, что спасительному значению обрядов не противоречит многообразие их внешнего выражения, которое всегда было присуще древней неразделенной Христовой церкви и которое не являлось в ней камнем преткновения и источником разделения.

В 1974 году аналогичное решение приняла и Русская православная церковь заграницей. Такая отмена клятв, однако, не привела к возобновлению молитвенного общения между какой-либо крупной церковной юрисдикцией новообрядцев и старообрядцев.
В 2021 году председатель ОВЦС МП митрополит Иларион (Алфеев) отметил, что «священноначалие Русской Православной Церкви глубоко осознаёт пагубные последствия церковного раскола XVII столетия, считает это национальной трагедией, а поэтому никогда не уклоняется от возможности как-то эти последствия уврачевать».

## В современной массовой культуре
- Телесериал «Раскол», 2011 год.
- «Раскол» — песня группы «Алиса».
- «Искупление Огнем» — песня группы «Radio Tapok».

## Комментарии
1. ↑  В апреле 1905 года был принят документ, согласно которому в законодательных актах приверженцы старого обряда перестали именоваться понятием «раскольники» — См. 1905 год. Правовые и политические последствия для старообрядцев. Архивная копия от 23 мая 2024 на Wayback Machine на официальном сайте РПСЦ.
2. ↑  В постановлениях соборов помимо термина «анафема» использовался также термин «проклятие»